# Brezik (Srebrenik)
Brezik är en ort i Bosnien och Hercegovina. Den ligger i entiteten Federationen Bosnien och Hercegovina, i den centrala delen av landet, 90 km norr om huvudstaden Sarajevo. Brezik ligger 362 meter över havet och antalet invånare är 426.
Terrängen runt Brezik är kuperad norrut, men söderut är den platt.Runt Brezik är det ganska tätbefolkat, med 93 invånare per kvadratkilometer.. Närmaste större samhälle är Tuzla, 14,7 km sydost om Brezik.
I omgivningarna runt Brezik växer i huvudsak lövfällande lövskog.